# Труды Императорского Вольного экономического общества

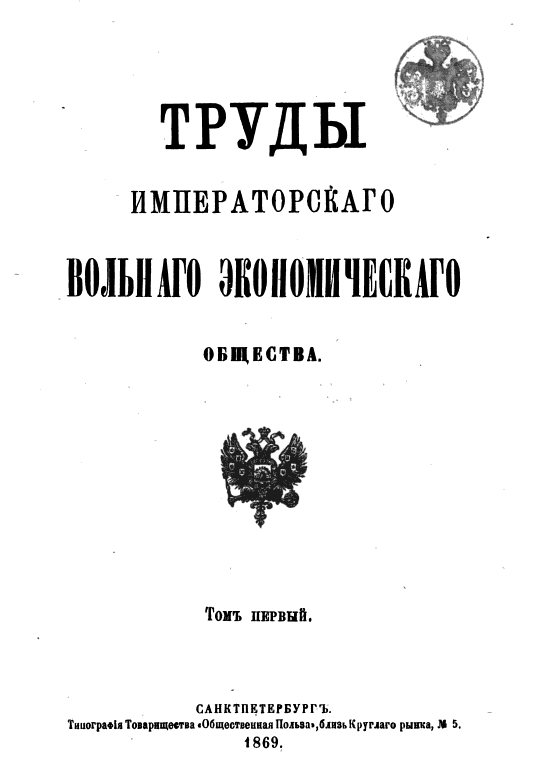
Труды ВЭО, 1869

«Труды Императорского Вольного Экономического Общества» — один из старейших русских специальных периодических журналов издававшихся в Санкт-Петербурге в 1766—1915 годах Императорским Вольным экономическим обществом (ВЭО). Всего было опубликовано 280 томов и многочисленные приложения к ним.

## История

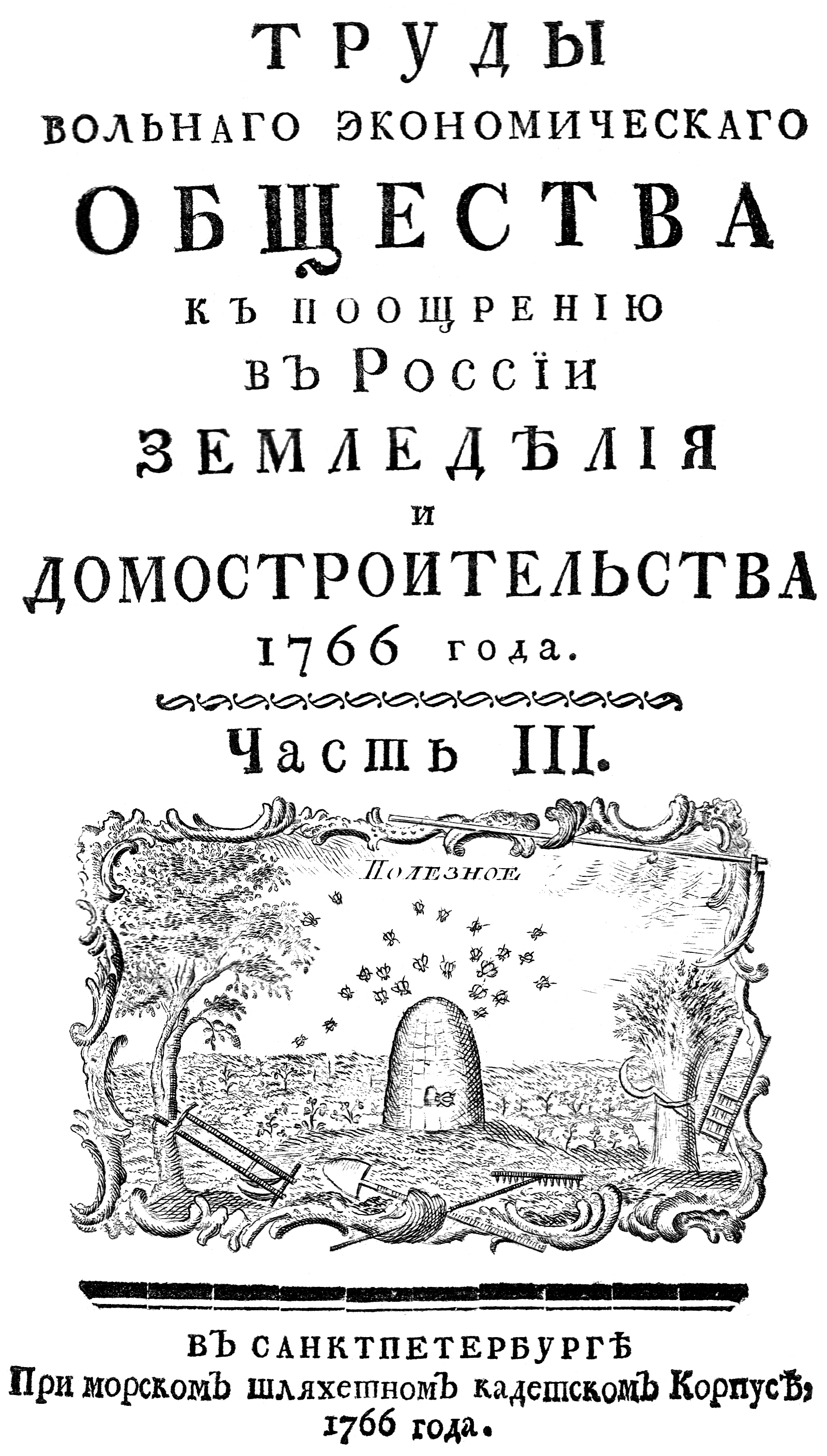
Труды ВЭО, 1766

### XVIII век
«Труды Императорского Вольного Экономического Общества» решено было издавать в первый же год существования ВЭО и уже в 1766 году вышла 1-я их часть («книжка») под заглавием «Труды Вольного Экономического Общества к поощрению в России земледелия и домостроительства».
До 1775 года «Труды вольного экономического общества» выходили по три книги в год (в 12—15 листов каждая).
С самого своего основания «ТВЭО» отличались богатством содержания. В них, по словам историка общества А. И. Ходнева, собрано было «всё реальное знание конца XVIII в, со всеми его светлыми и тёмными сторонами».
В 1779 году был напечатан перевод известного сочинения Ерцена — «О предохранении скота от падучих болезней через прививание»; затем в них помещались многие монографии по сельскому хозяйству, об искусственном разведении рыб, о саранче и другие прогрессивные работы XVIII века.
«Труды Императорского Вольного Экономического Общества» сперва издавались на средства кабинета, подписной цены не было, продавались же по 50 копеек за книжку и имели хороший сбыт, так что печатались тиражом в 2400 экз., 1-я, 2-я и 3-я книжки вышли 2 изданием, а 1-я — даже 3-м (в 1811 г.). С 1776 по 1779 г. «Труды ВЭО» не издавались.
В 1779—1794 годах «Труды» выходили под названием «Продолжение Трудов» отдельными томами, от одного до трёх в год; всего по 1794 год вышло 19 книг (тт. 31—49).
С 1795 года «Трудам» было дано новое название: «Новое продолжение Трудов вольного экономического общества», под которым вышли три тома: в 1795, 1796 и 1798 годах.

### XIX век
С приостановкой деятельности самого общества, «Труды» не издавались до 1801 года, после чего до 1821 года выходило по одному тому в год; на издание отпускалось из главного казначейства по 5000 рублей в год.
В 1810 году издание получило первоначальное своё название «Труды вольного экономического общества». Нумерация книг была оставлена текущая, начиная с начала издания; в 1821 году вышел 72-й том.
С 1821 по 1842 год «Труды вольного экономического общества» не выходили, за исключением тома № 73, вышедшего в 1833 году, и тома № 74, в 1835 году. Кроме того, за это время вышли вторым изданием тома 8, 34, 35, 36 и 39-й. В 1842 году «Труды» были возобновлены.
Предполагалось издавать по три книги в год и печатать в них статьи, рассмотренные в заседаниях общества, но подобных статей нашлось сравнительно мало, и за три года вышло всего три тома. С этого же времени до 1860-х годов на издание «Трудов» правительством отпускалось по 10 000 рублей в год.
С 1845 года по 1849 год «Труды вольного экономического общества» печатались до шести книг в год, составлявших 2 т., подписная цена объявлена 2 рубля, расходилось до 600 экземпляров.
С 1851 года «Труды» стали выходить по 12 книг в год; число подписчиков быстро возросло до 6000, но не надолго.
С 1853 года по 1862 год параллельно с книжками «Трудов» издавалось особое прибавление к ним: «Экономические Записки», на которое была особая подписная цена 1 рубль в год.
С 1862 года по 1869-й «Труды вольного экономического общества» выходили по две книги в месяц и содержание их было весьма разнообразно: кроме протоколов заседаний общества и его отделений, в них помещались различные статьи и заметки ученого содержания по предметам, входящим в круг деятельности ИВЭО.
С 1870 по 1889 год «Труды» пять раз изменяли свою программу, причём постоянно выяснялось стремление сделать их выразителем деятельности самого общества.
Размер издания зависел всецело от накопления материалов (докладов, протоколов и др.) в самом обществе, так, «Труды вольного экономического общества» в 1894 году имели менее 54 печатных листов текста, а в 1898 году — свыше 106 листов. Содержание «Трудов» тоже зависело от характера деятельности ВЭО.
Кроме упомянутых «Экономических записок», к «Трудам» выходили следующие прибавления на немецком языке в 1767—1775 годах: «Abhandlungen der freien Oekonomischen Gesellsihaft in St.-P.». С 1790 по 1793 год вышло четыре тома под заглавием «Auswahl oekonomischer Abhandlungen, welche die freie Oekonom. Gesellschaft in St.-P. in deutscher Sprache erhalten hat»; в 1793 году напечатан l том под заглавием «Preisschriften und Abhandlungen der Kays. Fr. Oekon. Gesellschaft». Целью всех этих прибавлений было ознакомление заграничных сельскохозяйственных обществ с положением сельского хозяйства в Российской империи; в них помещались, главным образом, переводы статей и докладов, читанных в обществе и имеющих общенаучный интерес.
В 1844 году немецкое прибавление к «Трудам» снова было возобновлено, под названием «Mittheilungen», no три книги ежегодно. «Mittheilungen» выходили сначала в Лейпциге, а с 1846 года в Санкт-Петербурге. Подписчиков на «Mittheilungen» было немного (не более 300), и в 1865 году издание их прекращено.

### XX век
В 1915 году Императорское Вольное Экономическое Общество фактически свернуло свою деятельность и было ликвидировано в 1919 году.

## Редакторы
Редакторами «Трудов вольного экономического общества» обыкновенно были секретарь общества, хотя иногда на эту должность приглашались и другие лица.
Первыми редакторами были А. А. Нартов (первый секретарь общества) и И. И. Тауберт. Затем:
- 1839—1846 — И. И. Свиязев
- 1859—1860 — А. И. Ходнев
- 1861—1886 — А. В. Советов
- 1886—1888 — В. Ю. Скалон
- 1889—1891 — А. Н. Бекетов
- 1897—1899 — Н. Г. Кулябко-Корецкий
- 1900—1903 — Д. И. Рихтер

## Указатели к «Трудам Императорского Вольного Экономического Общества»
1. Нартов А. А. «Сведения о всех содержащихся материях в напечатанных 32 частях Т.» (приложен к XXXIII ч. Т., 1783 г.);
2. Ливотов С. Н. «Оглавление сочинений, заключающихся в 63-х книгах под названием Труды Вольного экономического общества» (СПб., 1812);
3. Всеволодов В. «Алфавитный указатель статей, напечатанных в Трудах и других периодических изданиях Вольного экономического общества» (с 1812 по 1848 г.) (СПб., 1849);
4. Громан Ф. «Алфавитный указатель статей, помещён. в Т. и Экономич. зап. Имп. Вольн. Эконом. Общ. с 1850 по 1855 г.» (СПб., 1855);
5. Громан Ф. «Алфавитный и систематический указатель статей, помещённых в Трудах Вольного экономического общества за 1855 год» (СПб., 1856);
6. Теодорович А. «Указатель статей, помещённых в „Трудах“ Вольного экономического общества с 1855 по 1875 год включительно» (СПб., 1876);
7. Белевич А. «Указатель статей, помещённых в „Трудах“ Императорского Вольного экономического общества за 1876—1888 гг.» (СПб., 1889).